# Leo Slezak

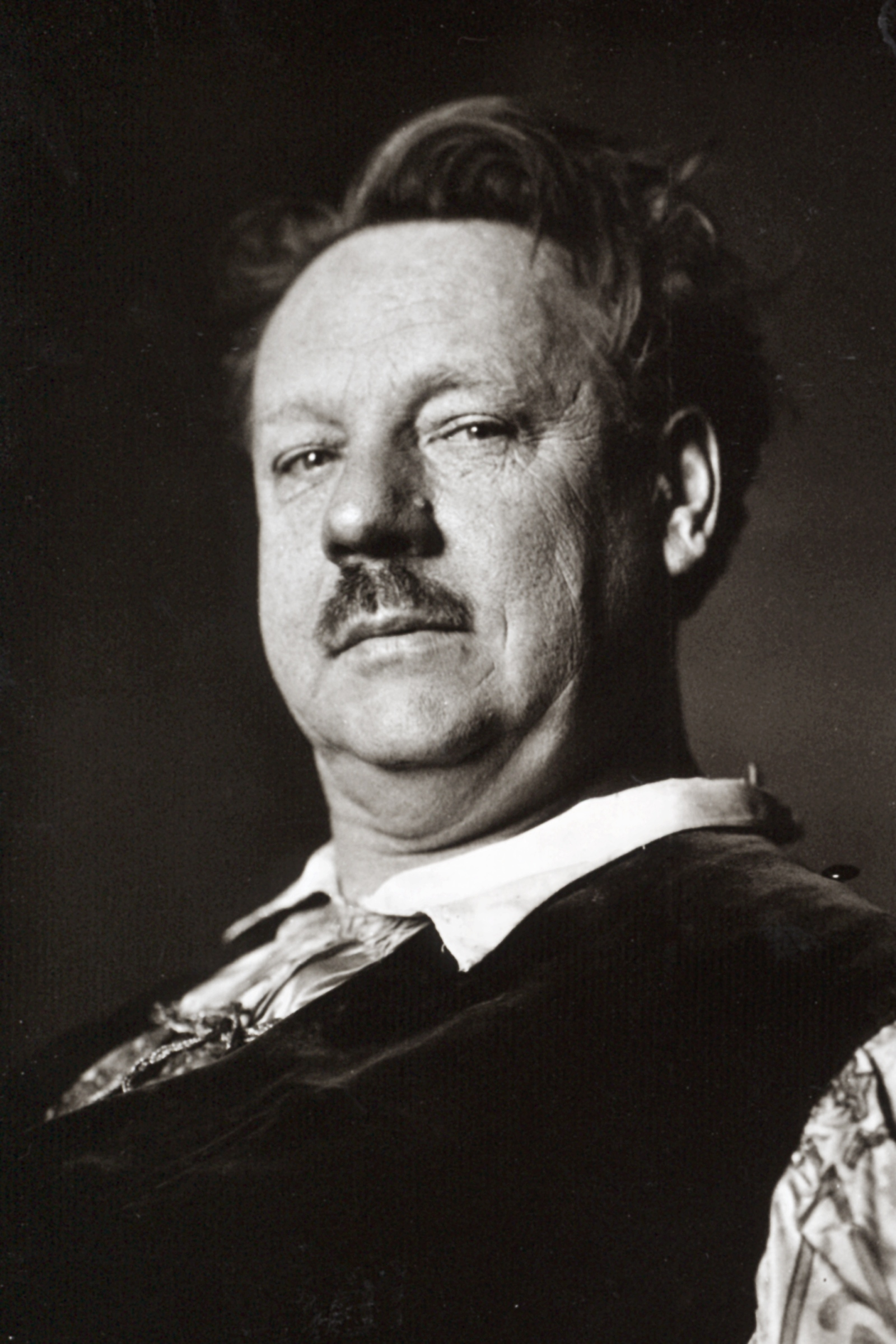
Leo Slezak, ca. 1927, Fotografie von Ferdinand Schmutzer

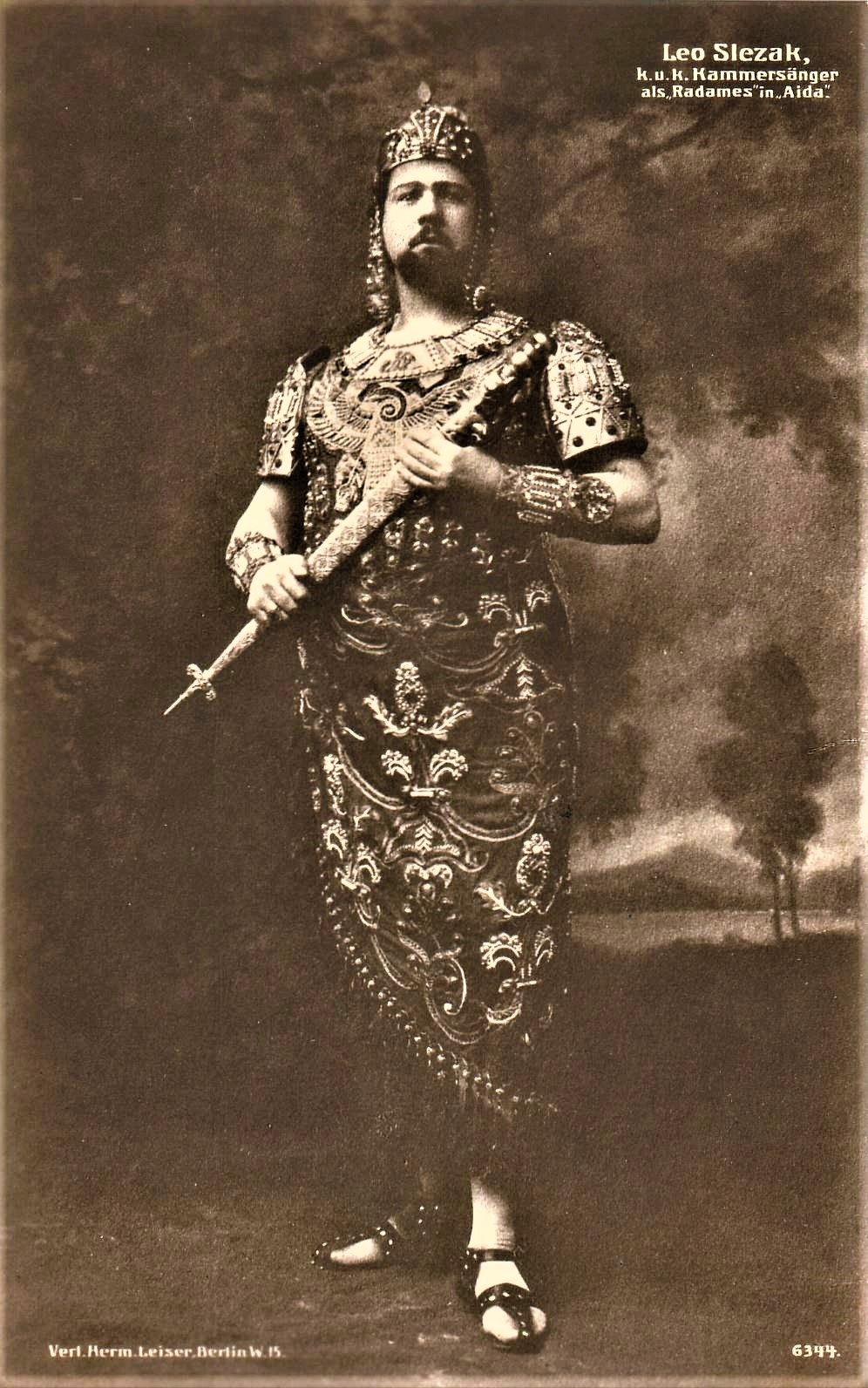
Leo Slezak als Radames in Aida

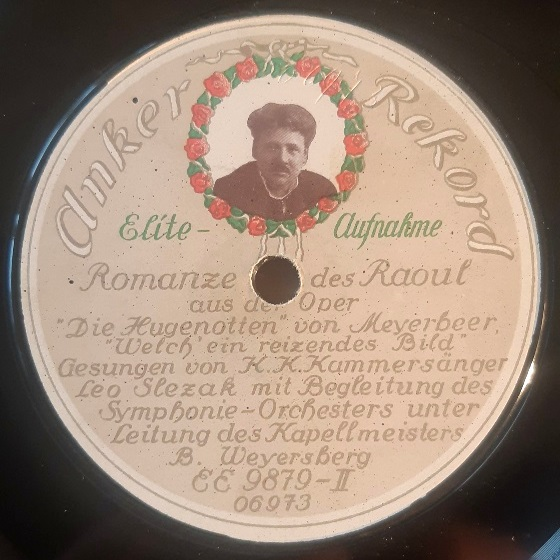
Schallplatte von Leo Slezak (Berlin 1913)

Leo Slezak (* 18. August 1873 in Mährisch-Schönberg, Österreich-Ungarn; † 1. Juni 1946 in Rottach-Egern) war ein österreichischer Opernsänger (Tenor) und Schauspieler.

## Leben

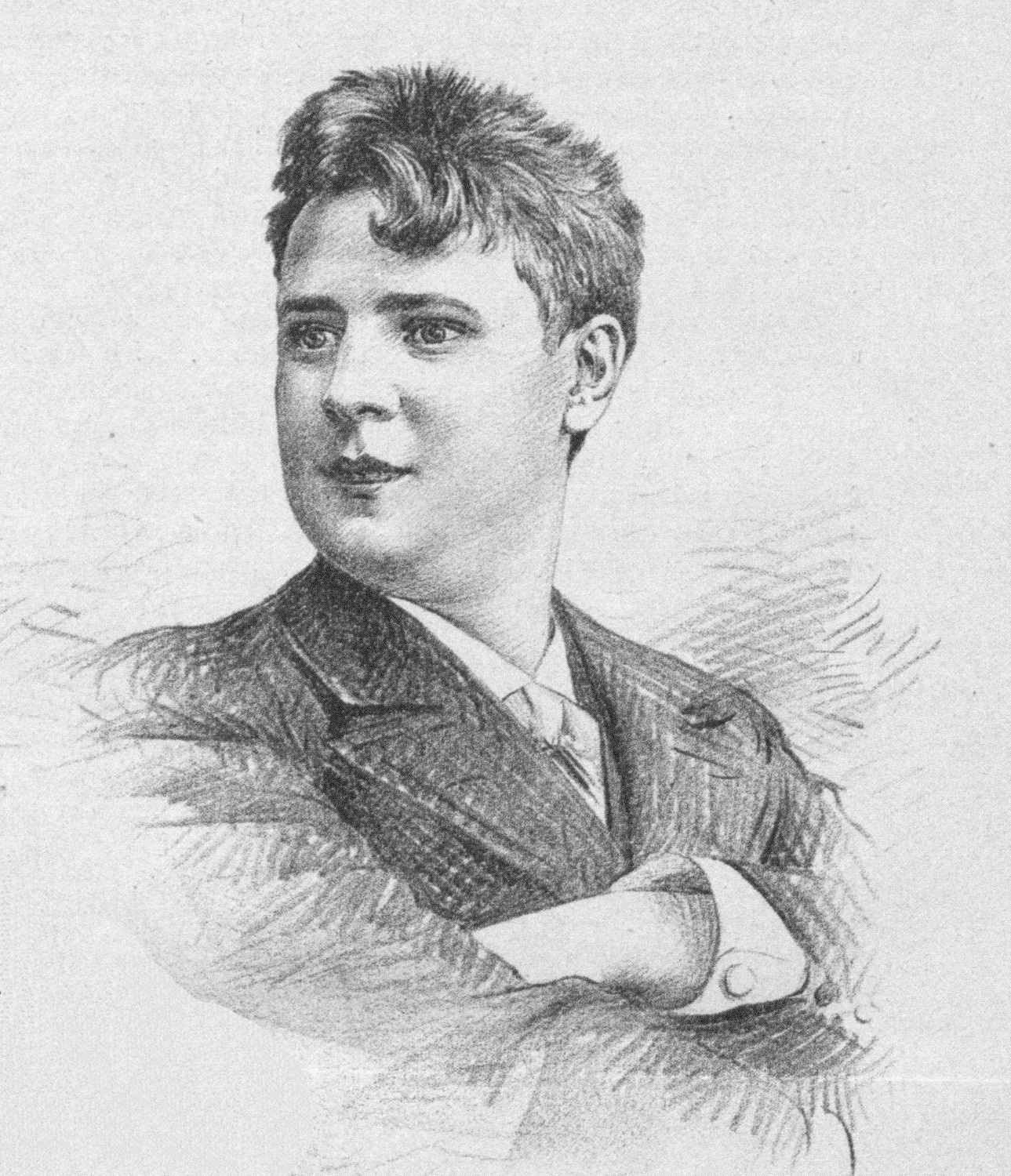
Leo Slezak im Jahre 1897

Leo Slezak wurde als Sohn eines Müllers in Mährisch-Schönberg geboren. Seine Kindheit war von materieller Not geprägt. Als eher schlechter und disziplinär „schwieriger“ Schüler musste er die Realschule vorzeitig beenden. Er versuchte darauf kurzzeitig eine Gärtnerlehre in Gmunden am Traunsee, danach lernte er drei Jahre lang Maschinenschlosserei in Brünn. In dieser Zeit wuchs seine Begeisterung für das Theater, vor allem für komische Rollen. Über einen Chorsänger des Stadttheaters wurde er Statist. Eines Abends „brüllte er die Chorstellen, welche ihm im Ohr geblieben waren“, während einer Aufführung des Bajazzo mit, dabei wurde der Bariton Adolf Robinson auf ihn aufmerksam, der ihn als Schüler aufnahm und ausbildete. Da sich das Singen wenig mit dem Beruf eines Maschinenschlossers vertrug, ging er zum Militär und schlug sich danach mit Gelegenheitsarbeiten als Schreiber in einer Anwaltskanzlei und Vertreter „für Powidl“ durch.
Er debütierte am 19. April 1896 in Brünn als Lohengrin. Ende 1897 wurde er für fünf Jahre an die Königliche Hofoper nach Berlin mit einer vorgesehenen Anfangsgage von 18.000 Mark (entspricht heute etwa 150.000 EUR) verpflichtet. Er wurde jedoch nicht beschäftigt, weshalb er schon nach einem Jahr an das Theater in Breslau wechselte. Hier lernte er seine spätere Frau, die Schauspielerin Elsa Wertheim (1874–1944), kennen. Es folgten Gastspiele in London und Wien, wo er jeweils enthusiastisch gefeiert wurde. Ab September 1901 war er ständiges Ensemblemitglied der Wiener Staatsoper (1926 Ehrenmitglied) und seine erfolgreiche Karriere, zunächst im deutschen Sprachraum, begann. 1907 studierte er in Paris beim berühmten Tenor Jean de Reszke, um seine Partien stilgerecht vor allem in italienischen (Donizetti, Verdi, Puccini, Leoncavallo u. a.) und französischen Opern (Meyerbeer, Halévy, Bizet, Boieldieu, Delibes u. a.) auch in der Originalsprache singen zu können, womit er sich zielbewusst die Basis für eine internationale Karriere schuf. 1909 bekam er einen Drei-Jahres-Vertrag an der Metropolitan Opera in New York City und wurde als Wagner- und Verdi-Sänger gefeiert. Als während eines Gastspiels in Russland der Erste Weltkrieg ausbrach, musste er fliehen und wurde von den Wienern mit offenen Armen wieder empfangen. Nicht nur auf der Opernbühne, auch als Liedsänger war er weltweit erfolgreich. Im April 1934 betrat er das letzte Mal als Otello die Bühne der Wiener Staatsoper.

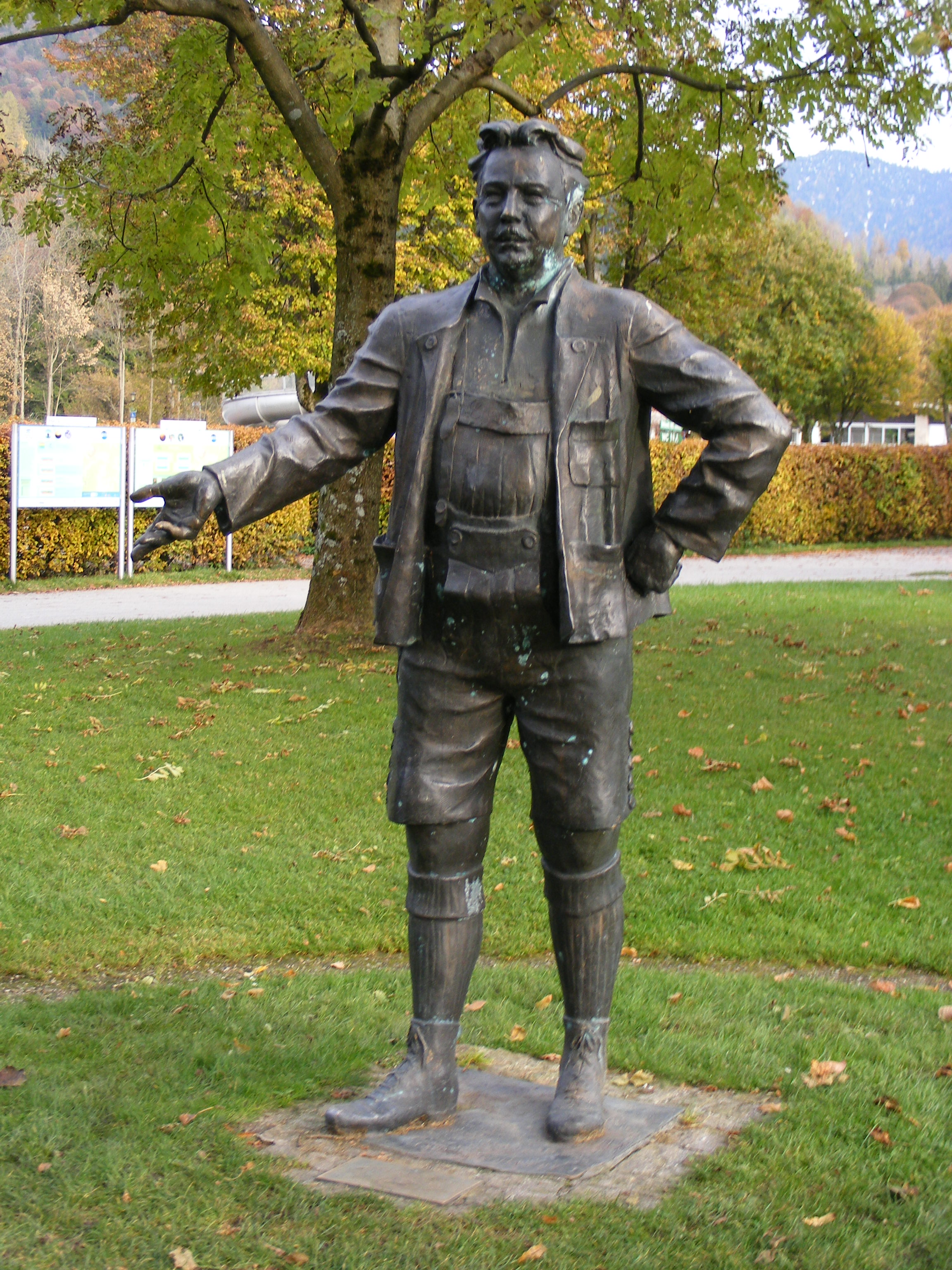
Skulptur von Leo Slezak im Kurpark Rottach-Egern

Slezaks Stimme war ein Heldentenor, sein pianissimo war legendär, selbst auf den technisch noch unzulänglichen Schallplattenaufnahmen seiner Zeit fasziniert seine Stimme unter anderem mit erstaunlicher Textverständlichkeit. Mit einer Körpergröße von 195 cm und einem Gewicht von etwa 150 kg war er auch optisch eine markante Erscheinung.
Unzählige Anekdoten, deren Wahrheitsgehalt allerdings nicht immer zweifelsfrei ist, berichten von Slezaks Humor, der ihn auch auf der Bühne nicht verließ. So berichtete Der Zwiebelfisch – Eine kleine Zeitschrift für Bücher und andere Dinge 1922:
Leo Slezak gastierte kürzlich in einem oberösterreichischen Theater als Lohengrin. Die Präzision der technischen Arbeiter war nicht gerade erhebend, und so geschah es, daß der Schwan davonzog, ehe Slezak ihn ritterlich bestiegen hatte. Der Tenor geriet nicht aus der Fassung, wandte sich nach der Kulisse und rief: „Bitt schön, Sie da, wann geht der nächste Schwan?“
Nicht weniger berühmt wurde die von Slezak in seinem Buchdebüt Meine sämtlichen Werke (1922) publizierte Geschichte, wie er 1899 als blutjunger Anfänger in Bayreuth scheiterte. Am letzten Festspieltag habe er bei einer Rheingold-Probe der an jungen Talenten interessierten Cosima Wagner vorsingen dürfen. Sie habe ihn gefragt:
„Also, mein lieber Herr Sle – Sle – zak, was werden Sie mir vorsingen?“
Ich, der ich mich von allen möglichen Seiten, auch als dramatischer Sing-Schauspieler zeigen wollte, sagte voll Zuversicht: „Die ,Bajazzo'-Arie.“
Allgemeines, lähmendes Entsetzen verbreitete sich im Turnsaal. Generalmusikdirektor Kniese rang nach Luft – der ‘Donner’ auf dem Podium gab seine Pose auf und wankte. Sogar der Diener suchte verstört nach einem Halt. Frau Wagner war gleichfalls verblüfft, und nach einer längeren Pause sagte sie ziemlich reserviert, daß es erwünschter wäre – wenn ich etwas vom Meister sänge – ob ich denn nur Bajazzo könne – und was ich schon von Wagner gesungen hätte. Eingeschüchtert und ahnend, daß ich da etwas vorbildlich Blödes angestellt habe, nannte ich Lohengrin, Holländer und den Froh im „Rheingold“. Man entschied sich für den Froh.
Nachdem Herr Generalmusikdirektor Kniese mit einem Schluck kalten Wassers gelabt worden war, ging er zum Klavier. Ich sollte die Stelle: „Zur Burg führt die Brücke“ singen – die sich nur in der Tiefe und tieferen Mittellage bewegt. Heute, als reifer Sänger, bei dem sich das Organ schon gesetzt hat, läßt meine Tiefe bedeutend zu wünschen übrig – damals, als blutjunger Anfänger, bestand so ein tiefer Ton bloß in dem Öffnen des Mundes und einem gehauchten Luftstrom –, hören konnte man so gut wie gar nichts. Man entließ mich mit dem Bemerken, daß meine stimmliche Begabung denn doch etwas zu dürftig wäre.
Als ich mich – vernichtet – verabschiedete, glaubte ich in den Augen aller das tiefste Bedauern zu lesen, daß die schönen fünf Freikarten an einen so Unwürdigen vergeudet wurden.
Wie ein Lauffeuer hatte sich die Geschichte mit dem „Bajazzo“ verbreitet, beschämt schlich ich durch die Straßen, und in jedem Blicke der Vorübergehenden fühlte ich eine Riesenportion Hohn auf mir ruhen.
1932 begann Slezaks zweite Karriere als Star in deutschen und österreichischen Filmen, in denen er meistens komische Rollen verkörperte und fast immer auch sang. Die bekannteren Titel sind La Paloma (1934), Rendezvous in Wien (1936), Konfetti (1936), Gasparone (1937) und Es war eine rauschende Ballnacht (1939).

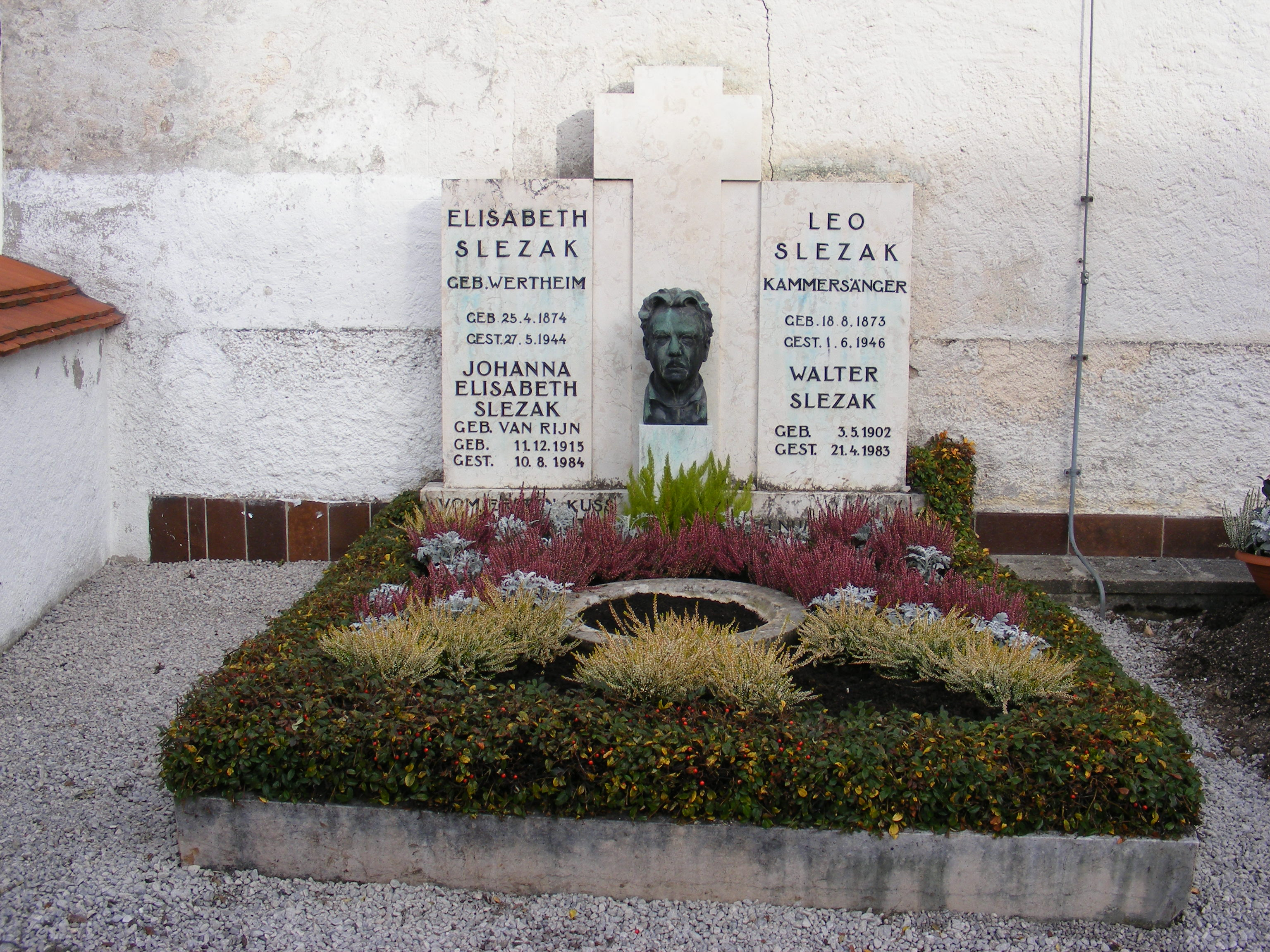
Grab von Leo Slezak und seiner Frau Elisabeth mit dem Vers „Vom ersten Kuss bis in den Tod / Sich nur von Liebe sagen!“ von Oskar von Redwitz

 Slezak stand 1944 in der Gottbegnadeten-Liste des Reichsministeriums für Volksaufklärung und Propaganda.
Slezak lebte hauptsächlich in Wien, ab Mai 1938 in Berlin, in Ferienzeiten ab 1911 in einem alten Bauernhaus in Rottach-Egern, wo er auch mit Georg Hirth und den Schriftstellern Ludwig Thoma und Ludwig Ganghofer befreundet war. In Wien war er Mitglied einer Freimaurerloge. Seine letzten Lebensjahre verbrachte er in Rottach-Egern, wo er auch auf dem Friedhof der Kirche St. Laurentius (Egern) neben seiner Frau Elisabeth begraben liegt.
Seine Kinder Walter und Margarete Slezak entschieden sich auch für die Bühnenlaufbahn. Walter wurde in Hollywood ein bekannter Filmstar. Als er während des Zweiten Weltkriegs in antinazistischen Filmen auftrat, wurde Slezak 1943 in Deutschland mit einem Filmverbot belegt.

## Ehrungen
Im Jahr 1908 wurde ihm von der Gemeinde Brixlegg die Ehrenbürgerschaft verliehen, nachdem er für die Hochwassergeschädigten ein Benefizkonzert gab und den enormen Erlös zur Verfügung stellte.
Im Jahr 1960 wurde in Wien-Währing (18. Bezirk) die Leo-Slezak-Gasse und 1977 in der Berlin-Neuköllner High-Deck-Siedlung die Leo-Slezak-Straße nach ihm benannt. Im Münchener Stadtteil Obermenzing gibt es ebenfalls eine Slezakstraße.

## Sonstiges
Leo Slezaks Gattin Elisabeth (geborene Wertheim) war die Schwester von Margarethe Schlesinger (geborene Wertheim), die mit dem Wiener Juristen Ernst Schlesinger verheiratet war. Ernst Schlesinger, der Leo Slezak zumindest seit 1906 juristisch vertrat, war ein Onkel des Filmregisseurs Fritz Lang, weshalb die Familie Slezak mit dem Wiener Filmpionier Lang verwandt war.

## Schriften
Leo Slezak verfasste mehrere Bücher, in denen er sein bewegtes Leben auf humorvolle Weise schildert:
- 1922: Meine sämtlichen Werke. Rowohlt, Berlin.
- 1927: Der Wortbruch. Rowohlt, Berlin.
- 1940: Rückfall. Rowohlt-Verlag, Stuttgart/Berlin 1940. (Illustrationen von Hans Kossatz)[11]
- 1948: Mein Lebensmärchen. (herausgegeben von Margarete Slezak) Piper, München (Rezension Der Spiegel 46/1948).
- 1966: Mein lieber Bub. Briefe eines besorgten Vaters. (herausgegeben von Walter Slezak) Piper, München.

## Filmografie
- 1907: Wilhelm Tell: Die Sonne strahlt. Nr. 78 (Gesang)
- 1909: Troubadour: Miserere Nr. 80 (Gesang)
- 1932: Der Frauendiplomat
- 1932: Skandal in der Parkstraße
- 1932: Ein toller Einfall
- 1932: Moderne Mitgift
- 1932: Spione im Savoy-Hotel
- 1932: Die Herren vom Maxim
- 1933: Ich und die Kaiserin
- 1933: Mein Liebster ist ein Jägersmann (Unser Kaiser)
- 1933: Großfürstin Alexandra
- 1934: Freut Euch des Lebens
- 1934: Musik im Blut
- 1934: La Paloma
- 1934: G’schichten aus dem Wienerwald
- 1934: Ihr größter Erfolg
- 1934: Der Herr ohne Wohnung
- 1934: Die Fahrt in die Jugend
- 1935: Die blonde Carmen
- 1935: Tanzmusik
- 1935: Die ganze Welt dreht sich um Liebe
- 1935: Die Pompadour
- 1935: Knox und die lustigen Vagabunden (Zirkus Saran)
- 1935: Ein Walzer um den Stephansturm (Sylvia und ihr Chauffeur)
- 1935: Eine Nacht an der Donau
- 1935: Herbstmanöver
- 1935: Unsterbliche Melodien
- 1935: Die lustigen Weiber
- 1935: Der König lächelt – Paris lacht
- 1936: Rendezvous in Wien
- 1936: Konfetti (Confetti)
- 1936: Das Frauenparadies
- 1937: Liebe im Dreivierteltakt (Der letzte Wiener Fiaker)
- 1937: Die glücklichste Ehe der Welt
- 1937: Husaren, heraus
- 1937: Gasparone
- 1938: Der Mann, der nicht nein sagen kann
- 1938: Heimat
- 1938: Die 4 Gesellen
- 1939: Frau am Steuer
- 1939: Es war eine rauschende Ballnacht
- 1940: Golowin geht durch die Stadt
- 1940: Der Herr im Haus
- 1940: Rosen in Tirol
- 1940: Operette
- 1941: Alles für Gloria
- 1943: Münchhausen
- 1943: Geliebter Schatz

## Tondokumente
Leo Slezak hinterließ eine Fülle von Aufnahmen, die in den Jahren 1901–1937 herauskamen. Sie entstanden für G&T (Wien 1901-07), Zon-O-Phone (Wien 1902), Columbia (Wien 1903 und 1916), Odeon (Wien 1904, 1906 und Berlin 1912), Pathé (Wien 1904-05 und München 1913), Gramophone (Wien 1909-10, Paris 1910), Edison (Paris 1910, New York 1911), Columbia (New York 1912), Favorite (Berlin 1913), Anker (Berlin 1913), Grammophon (Berlin 1923, 1928-29 und 1937) und Parlophon (Berlin 1931-32).

## Hörbeispiele
- „Magische Töne“ Assad in Die Königin von Saba / Goldmark / mit Klavier1905  (MP3; 766 kB)
- „Magische Töne“  Assad in Die Königin von Saba / Goldmark / mit Orchester 1909  (MP3; 728 kB)